# Allianz Schriftliches Kulturgut Erhalten

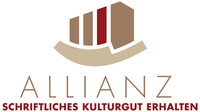
Logo der Allianz Schriftliches Kulturgut Erhalten

Die Allianz Schriftliches Kulturgut Erhalten war ein Zusammenschluss von insgesamt 12 Archiven und Bibliotheken in Deutschland mit umfangreichen historischen Beständen. Ziel der 2001 gegründeten Allianz war es, die Bedeutsamkeit des Erhalts der schriftlichen Originale als eine nationale Aufgabe im öffentlichen Bewusstsein zu verankern.
Mitglieder der Allianz waren:
- Staatsbibliothek zu Berlin – Preußischer Kulturbesitz
- Sächsische Landesbibliothek – Staats- und Universitätsbibliothek Dresden
- Deutsche Nationalbibliothek
- Universitätsbibliothek Johann Christian Senckenberg
- Niedersächsische Staats- und Universitätsbibliothek Göttingen
- Niedersächsisches Landesarchiv
- Bundesarchiv
- Deutsches Literaturarchiv Marbach
- Bayerische Staatsbibliothek
- Landesarchiv Baden-Württemberg
- Herzogin Anna Amalia Bibliothek
- Herzog August Bibliothek Wolfenbüttel[1]

Die Allianz initiierte den Nationalen Aktionstag für Bestandserhaltung.
Im Jahr 2018 haben die Mitglieder beschlossen, den Verbund aufzulösen, da insbesondere mit Gründung der Koordinierungsstelle für die Erhaltung des schriftlichen Kulturguts (KEK) und der Einrichtung des BKM-Sonderprogramms zum Originalerhalt zentrale Empfehlungen und Forderungen erfüllt waren.